# Dietrich von Choltitz
Dietrich von Choltitz (Gräflich Wiese, 9 de novembro de 1894 – Baden-Baden, 5 de novembro de 1966) foi um general da Alemanha Nazista, comandante de importantes divisões durante a Segunda Guerra Mundial.

## Biografia
Von Choltitz era um oficial cadete em 1914, tendo lutado na infantaria durante a Primeira Guerra Mundial, encerrando aquela guerra com a patente de Leutnant. Durante o período entreguerras, serviu na infantaria e na cavalaria.
Ele era um Oberstleutnant quando foi declarado o início da Segunda Guerra Mundial 1939, e comandante de um batalhão de infantaria. Como comandante oficial do Inf.Rgt. 16, se tornou um Oberst em 1.º de abril de 1941 e lutou com distinção durante o cerco a Sevastopol. A parir de 1942, a sua carreira militar começou a progredir e ele alcançou várias patentes altas em pouco tempo: promovido a Generalmajor em 1.º de setembro de 1942, Generalleutnant em 1 de março de 1943 e General der Infanterie em 1.º de agosto de 1944.
Ele comandou a 260.ª Divisão de Infantaria, o XVII Corpo de Exército e a 11.ª Divisão Panzer (5 de março de 1943). Posteriormente esteve no comando do XXXXVIII Corpo Panzer (1.º de outubro a 15 de novembro de 1943), e do LXXXIV Corpo de Exército (17 de junho a 30 de julho de 1944). Em 7 de agosto de 1944, Dietrich von Choltitz foi nomeado comandante oficial da Fortaleza de Paris, tornando-se o governador militar da cidade.
Quando os Aliados estavam se aproximando da capital francesa em agosto de 1944, Adolf Hitler ordenou a Choltitz que destruísse a cidade e derrubasse a Torre Eiffel para retardar o avanço aliado e humilhar a França, no entanto ele desobedeceu a ordem. Em 25 de agosto de 1944, a cidade foi libertada pela 2.ª Divisão Blindada Francesa e pela 4.ª Divisão de Infantaria do Exército dos Estados Unidos.
Choltitz foi feito prisioneiro em 24 de agosto de 1944, e libertado em 1947. Morreu em Baden-Baden em 5 de novembro de 1966, tendo publicado um livro de memórias intitulado "De Sevastopol a Paris".

### Cumplicidade em crimes de guerra
Enquanto esteve preso pelos britânicos, muitas das conversas dos oficiais alemães detidos foram secretamente gravadas na esperança de que pudessem revelar informações estratégicas. Em uma destas conversas, foi atribuída a Choltitz a citação: "O pior trabalho que já realizei - que no entanto o fiz com grande consistência - foi a liquidação dos judeus. Eu a realizei minuciosamente e inteiramente." Randall Hansen afirma que há uma falta de corroboração para isto, mas como muitos generais alemães cometeram atrocidades, é possível ou até provável que Choltitz tenha ordenado o massacre de judeus. Ele observou que "é mais fácil acreditar que Choltitz era o tipo esperado de antissemita irreflexivo, dado sua idade, classe e profissão."
No mínimo, Choltitz tinha total conhecimento dos assassinatos em massa que os nazistas cometiam contra os judeus. Por exemplo, ele estimou que os nazistas fuzilaram 36 000 judeus de Sevastopol.

## Condecorações
Foi condecorado com a Cruz de Cavaleiro da Cruz de Ferro em 18 de maio de 1940, e com a Cruz Germânica em Ouro em 8 de fevereiro de 1942.